# Noord-Borneo Federatie

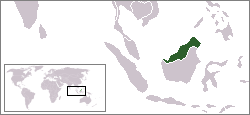
De Noord-Borneo Federatie in het groen.

De Noord-Borneo Federatie, ook bekend als Noord-Kalimantan, was een voorgestelde geopolitieke entiteit die de Britse koloniën Sarawak, Brits Noord-Borneo (nu bekend als de Maleisische staat Sabah) en het Protectoraat Brunei zou omvatten.
Het idee om deze staat op te richten werd voorgesteld door de voorzitter van de Bruneise Volkspartij, A. M. Azahari, die in de jaren 40 banden had ontwikkeld met de nationalistische beweging van Soekarno uit Indonesië. Dit voorstel werd gezien als een alternatief en verzet tegen plannen voor de oprichting van de Maleisische Federatie. Het Sultanaat Brunei zelf stond neutraal tegenover het voorstel om dit land te stichten.